# Agen
Agen — метеорит-хондрит масою 30 кілограмів, падіння якого відбулося 5 вересня 1814 р. в районі департаменту Лот і Гаронна, Аквітанія, Франція.

## Класифікація
Метеорит належить до класу звичайних хондритів, петрологічної групи 5, а тому його було приписано до групи H5.